# Осипова Олена
- Осипова Олена Андріївна (*1945) — російська художниця, активістка, учасниця антивоєнних мітингів.
- Осипова Олена Володимирівна (1927—2018) — радянський і російський філософ та соціолог, доктор філософських наук (1974), провідний науковий співробітник Інституту філософії РАН, дійсний член Російської академії соціальних наук.
- Осипова Олена Олександрівна — російська лучниця, дворазова срібна призерка Олімпійських ігор 2020 року.